# Team Hoyt

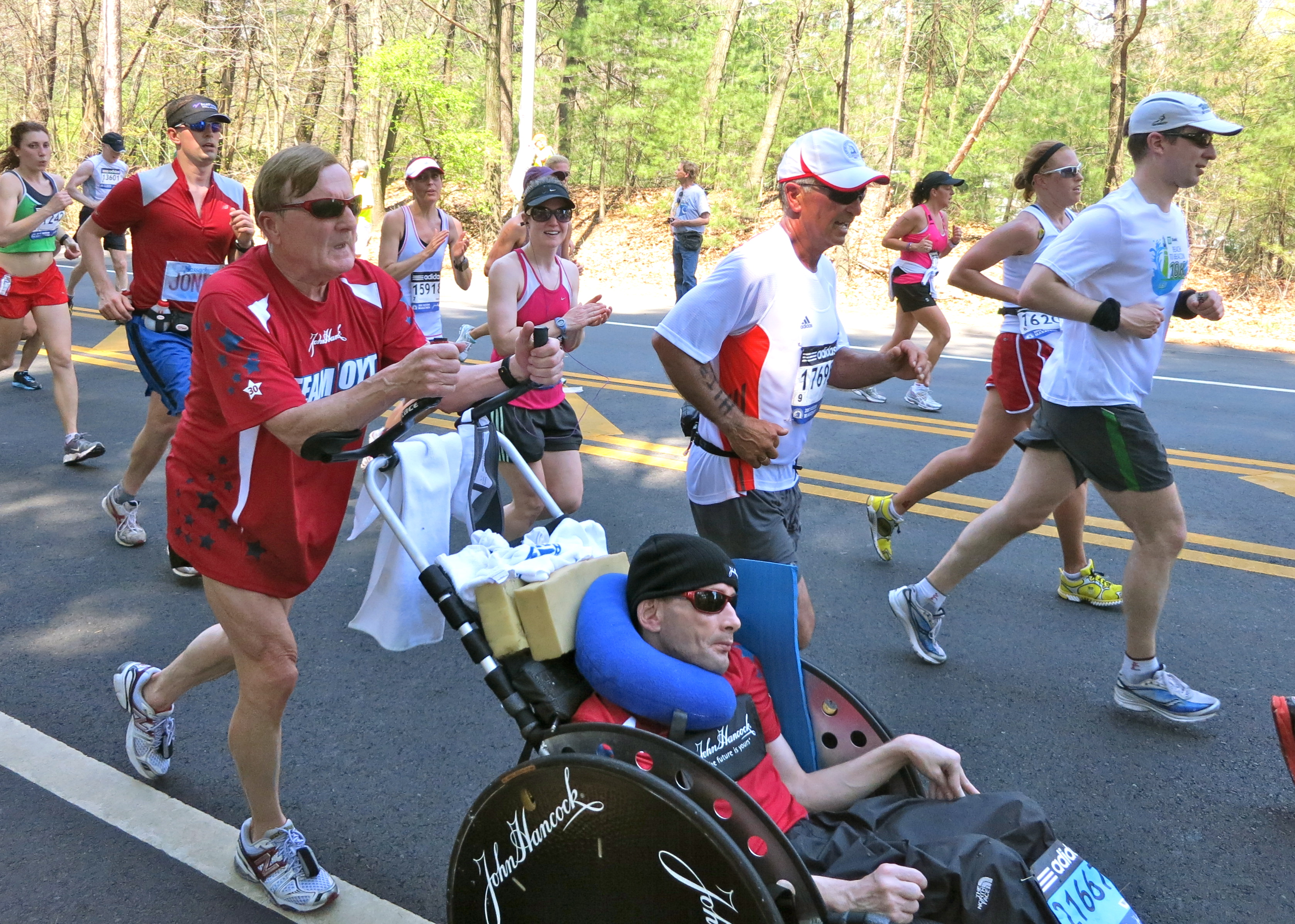
Team Hoyt in Welleslley beim Boston-Marathon (2012)

Das Team Hoyt aus Massachusetts, Vereinigte Staaten, bestand aus Vater (Dick Hoyt, 1940–2021) und Sohn (Rick Hoyt, geboren am 10. Januar 1962, gestorben am 22. Mai 2023), die zusammen an Marathons, Triathlons und anderen athletischen Herausforderungen teilnahmen. Rick litt seit seiner Geburt  an Infantiler Zerebralparese – weil seine Nabelschnur um seinen Hals gewickelt war, wurde sein Gehirn nicht mit ausreichend Sauerstoff versorgt. Bei den sportlichen Wettbewerben trug, zog oder schob Dick seinen gelähmten Sohn in speziellen Rädern, Rollstühlen oder Schlauchbooten mit sich.
Ricks Ärzte prognostizierten anfangs, er würde nie fähig zur Kognition sein, was von seinen Eltern ignoriert wurde. Im Alter von zwölf erkannten Ingenieure der Tufts University, Medford (Massachusetts), seinen Sinn für Humor und belegten damit seine Intelligenz. Man lehrte Rick, einen speziellen Computer zur Kommunikation zu benutzen, den er durch Bewegungen seines Kopfes bediente. Seine ersten geschriebenen Worte waren „Go Bruins!“ (bezogen auf das Boston Bruins Eishockeyteam); erst jetzt erfuhren Ricks Eltern von seiner Sportbegeisterung.
Dick Hoyt war pensionierter Lieutenant Colonel der Air National Guard. Rick Hoyt erwarb einen College-Abschluss an der Boston University und arbeitete am Boston College. Beide nahmen bis 2014 an sportlichen Wettbewerben teil und traten als sogenannte motivational speaker auf. Das Team Hoyt nahm an 1130 Sportveranstaltungen teil, u. a. an 257 Triathlons (davon sechs Ironman), 22 Duathlons und 72 Marathons. Die 1000. Teilnahme war der Boston-Marathon 2009. Auf einer Radtour durch die USA 1992 legten sie in 45 Tagen 6010 km zurück.
Nach dem Ende der sportlichen Laufbahn von Dick Hoyt absolvierte der Zahnarzt Bryan Lyons von 2015 bis 2019 zusammen mit Rick Hoyt den Boston-Marathon.
Auf die Frage, was Rick sich wünschte, für seinen Vater tun zu können, antwortete er: „Das, was ich am liebsten täte, ist meinen Vater in den Stuhl setzen und ich würde ihn einmal schieben.“